# Clevedon
Clevedon est une ville et une paroisse civile dans l'autorité unitaire du North Somerset, qui fait partie du comté cérémonial du Somerset, en Angleterre. Entre 1974 et 1996, elle était dans le comté d'Avon. La ville compte près de 22 000 habitants.
Clevedon est située au milieu d'un ensemble de petites collines, le long de l'estuaire de la Severn. Mentionnée dans le Domesday Book au Moyen Âge, Clevedon ne s'est vraiment développée qu'à partir de l'époque victorienne lorsqu'elle est devenue une importante station balnéaire. De nombreux monuments de la ville datent d'ailleurs de cette époque, à l'image de sa jetée.

## Géographie

### Description

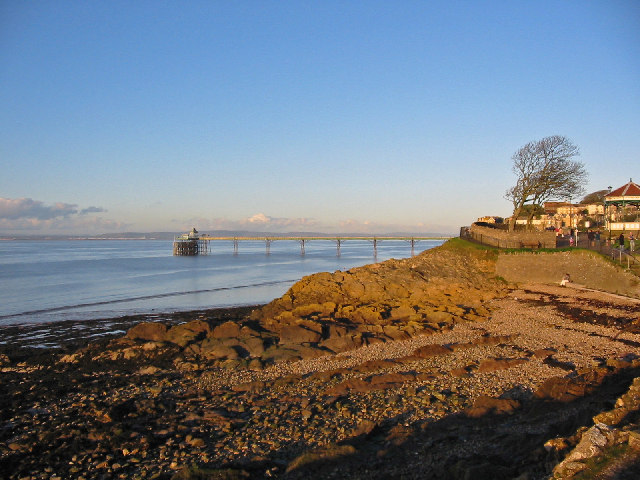
Le Clevedon Shore.

Clevedon se situe sur et autour de sept collines : Churchill hill, Wain's hill (surmonté par un fort de l'Âge du fer), Dial hill, Strawberry hill, Castle hill, Hangstone hill et Court hill, qui est un site d'intérêt scientifique particulier. Par temps clair, il est possible de voir les côtes du Pays de Galles par-delà l’estuaire de la Severn. Lorsque la visibilité est particulièrement bonne, l’île de Lundy dans le canal de Bristol est également visible. L’amplitude des marées, dans l’estuaire du Servern et le canal de Bristol, peut atteindre 14,5 m ; c’est la plus importante du monde après celle de la baie de Fundy, au Canada,.
La côte de Clevedon mélange des plages de galets et de basses falaises rocheuses. Le vieux port se situe sur la limite occidentale de la ville, à l’embouchure du Land Yeo (en). La plage rocheuse appelée Clevedon Shore est un site géologique d'intérêt scientifique particulier (en anglais Site of Spécial Scientific Interest, SSSI). Il s'agit de la lèvre d'une faille minéralisée. Elle s'étend dans une direction est/ouest adjacente à la jetée et forme une petite falaise en dolomite congloméré sur la partie nord de la plage de Clevedon, contenant de la barytine de couleur crème à rosée, avec des sulfures. Des minéraux tels la bornite, la chalcopyrite, l'énargite, la galène, l'hématie, la marcassite, la pyrite, la sphalérite, la tennantite et la tétraédrite ont été retrouvés sur le site. Une seconde altération cet assemblage a produit de l'idaite, de la covellite et du sulfate de cuivre.

### Climat

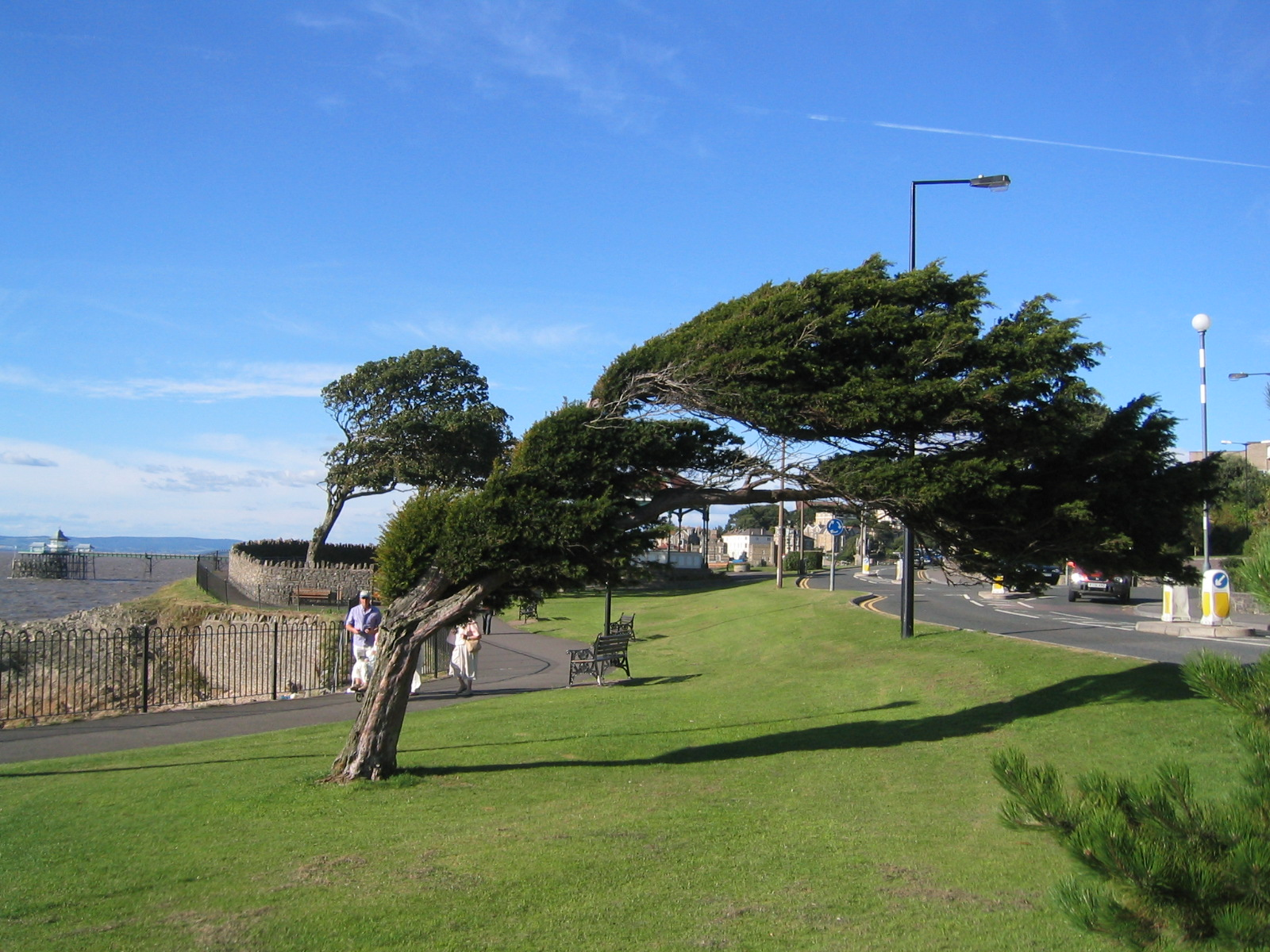
Un if du front de mer exposé au vent.

Comme le reste de l'Angleterre du Sud-Ouest, Clevedon a un climat tempéré, généralement plus humide et plus doux que dans le reste du pays. La température annuelle moyenne est d'environ 10 °C. L'amplitude thermique annuelle est moins importante que dans le reste du Royaume-Uni à cause de l'influence de la mer. Les mois de juillet et août sont les plus chauds avec une moyenne maximale de 21 °C. En hiver, des températures minimales de 1 °C ou 2 °C sont fréquentes.
L'été, l'anticyclone des Açores touche la région. Cependant des nuages convectifs se forment parfois à l'intérieur des terres, réduisant le nombre d'heures d'ensoleillement ; qui est chaque année légèrement inférieure la moyenne régionale de 1 600 heures. En décembre 1998, vingt jours sans soleil ont été enregistrés à Yeovilton. La plupart des chutes de pluie sont dues à la dépression de l'Atlantique, en automne et en hiver lorsqu'elles sont les plus actives, ou à des convections. Les précipitations annuelles sont de 700 mm. Une semaine ou deux de chutes de neige est typique. Entre novembre et mars, les vents sont les plus forts ; ils le sont moins entre juin et août. Le vent prédominant provient du sud-ouest.

## Toponymie
Le nom de la ville provient du vieil anglais « Cleve » qui désigne une « crevasse » et de « don » qui signifie « colline ».

## Histoire
Wain's Hill est surmontée d'un fort de l'Âge du fer, situé à environ 1,5 km au sud-ouest de Clevedon. Le fort de la colline est délimité par des versants abrupts naturels au nord et au sud et par deux remparts à l'est.
Clevedon est mentionnée dans le Domesday Book comme étant la propriété du « tenant-in-chief » Mathew of Mortaigne. Clevedon comprenait à cette époque huit villageois et dix petites propriétés. La paroisse de Clevedon faisait partie du hundred de Portbury. Les petites rivières du Land Yeo et du Middle Yeo faisaient fonctionner au moins deux moulins : le Tuck Mills se trouvait dans les campagnes au sud du Clevedon Court et servait à fouler les vêtements ; l'autre moulin était situé près de Wain's Hill et datait probablement du début du XVIIe siècle.

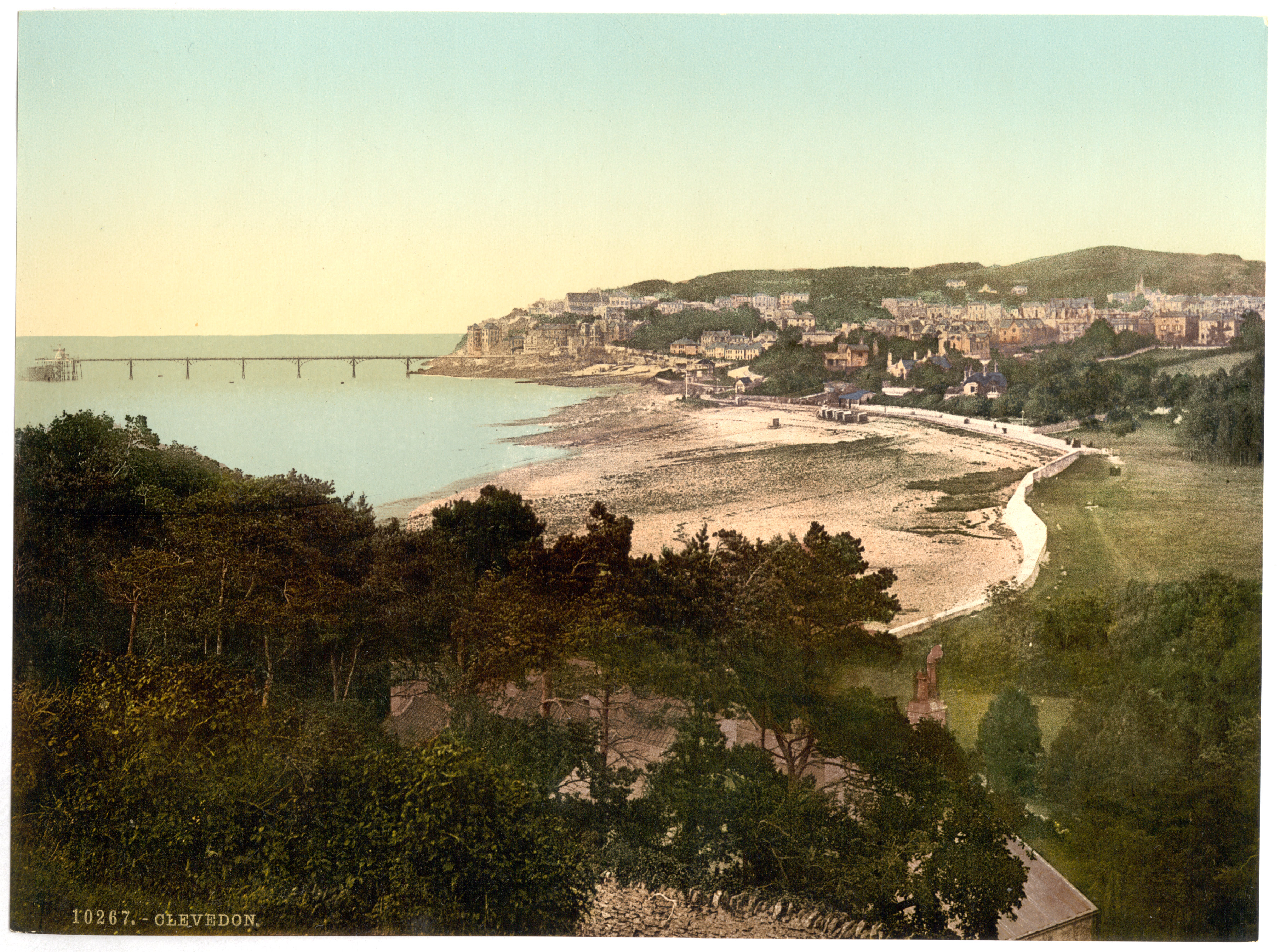
Photochrome de Clevedon à la fin du XIXe siècle.

Durant l'époque victorienne, Clevedon devint une station balnéaire populaire, notamment grâce à l'arrivée du chemin de fer en 1847. Auparavant, il s'agissait d'un village agricole,. L'engouement pour la baignade de la fin du XIXe siècle se concrétisa par la construction de bains d'eau salée adjacents à la jetée (ils ont été démolis depuis, mais leurs fondations sont encore visibles) et de cabines de plage. La ville attirait principalement des habitants de Bristol durant l'été.
Clevedon hébergeait aussi le foyer pour enfants Sainte Edith, qui fonctionna pendant près de 100 ans avant sa fermeture en 1974. L'orphelinat sur Dial Hill est aujourd'hui classé. Si l'extérieur a peu changé, le bâtiment accueille désormais des appartements privés. La maison était dirigée par des nonnes de la Communauté des Sœurs de l'Église, un corps international de sœurs anglicanes vivant dans la pauvreté, la chasteté et l'obéissance.
La première production à grande échelle de pénicilline eut lieu dans la ville. En 1938, Howard Florey travaillait à l'Université d'Oxford avec Ernst Boris Chain et Norman Heatley (en), quand il lut la publication d'Alexander Fleming sur les effets antibactériens de la moisissure de Penicillium notatum. Il s'arrangea pour en faire la culture dans de profondes cuves à la Station de recherche antibiotique du Conseil de la recherche médicale à Clevedon. Il habilita la production de masse de ces moisissures pour les injecter aux soldats de la Seconde Guerre mondiale qui souffraient d'infections.
Clevedon était desservi par une courte ligne secondaire de chemin de fer, qui allait de la gare de Clevedon à Yatton. La ligne ouvrit en 1847, soit six ans après la ligne principale, mais ferma en 1966. Le site de l'ancienne gare a été transformé en zone piétonne. La ville était le siège d'une autre ligne de chemin de fer, qui reliait Clevedon, Weston-super-Mare et Portishead. La ligne ouvrit à Weston en 1897 et fut étendue à Portishead dix ans plus tard. Les trains traversaient la route dans le centre-ville (appelé le Triangle), précédés d'un homme avec des drapeaux rouge et vert.

## Politique et administration

### Administration locale
En 1894, Clevedon devient un district urbain au sein du Comté de Somerset. La réforme de 1972 la rattache au nouveau district de Woodspring, dans le comté d'Avon. Clevedon redevient alors une paroisse civile, gardant le titre de « ville » (« town »). Le district de Woodspring et le comté d'Avon sont supprimés en 1996 et Clevedon incorpore le district non-métropolitain de l’autorité unitaire du North Somerset. La ville est actuellement divisée en sept wards qui élisent chacun trois conseillers municipaux tous les quatre ans. Jon Middleton est l'actuel Président du Conseil de la ville.
Clevedon élit sept conseillers au Conseil du North Somerset (au sein des mêmes wards qu'aux élections municipales). À la suite des élections locales de 2011, six d’entre eux sont membres du Parti conservateur et un indépendant.

### Circonscriptions législatives
Clevedon est comprise dans la circonscription de Woodspring qui a pris le nom de (North Somerset) en 2010. Elle est représentée à la Chambre des communes par le conservateur Liam Fox depuis 1992. Aux élections européennes, Clevedon se trouve dans la circonscription d'Angleterre du Sud-Ouest qui élit six députés européens à la proportionnelle selon la méthode d’Hondt.

### Jumelages
Clevedon est jumelée avec Ettlingen, en Bade-Wurtemberg, depuis 1980. En 1990, la ville s’est jumelée avec Épernay (Marne) puis avec la commune belge de Middelkerke l’année suivante. Depuis, ces quatre villes sont toutes jumelées les unes aux autres.

## Population et société

### Démographie
Selon le recensement britannique de 2001, Clevedon compte 21 957 habitants. Parmi ceux-ci, 51,8 % sont des femmes. À cette date, près de 28,1 % de la population a moins de 25 ans. Les plus de 65 ans sont plus nombreux à Clevedon et dans le Somerset du Nord, représentant 19,3 % de la population, que sur l'ensemble du pays avec 16 %. 31,6 % des ménages ne comptent qu'une seule personne.

### Économie
72,4 % des personnes âgées de 16 à 74 ans sont actifs. Les inactifs de cette catégorie d'âge sont majoritairement des retraités. 61,1 % des actifs de Clevedon âgés de 16 à 74 ans sont employés à temps plein, 19,8 % à temps partiel et 13 % sont indépendants. Le taux de chômage était en 2001 de 2,7 %.

### Éducation

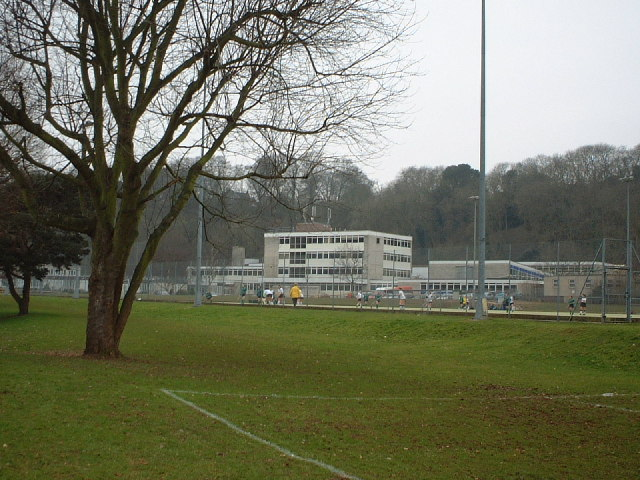
La Clevedon School et ses terrains de sport.

La Clevedon School est une importante comprehensive school qui accueille les élèves de toute la ville et des campagnes environnantes. Il y a environ 1 200 élèves entre 11 et 17 ans,. Il y a également cinq écoles primaires dans la ville : Mary Elton Primary School, John the Evangelist Church of England Primary School, All Saints C Of E Primary School and St.Nicholas' Chantry CEVC Primary School. La Yeo Moor Primary School, ouverte en avril 2010, est une école fusionnée regroupant une école maternelle et primaire qui existaient déjà sur le même site. La St Brandon's School était un pensionnat privé jusqu'en 1991 puis une école maternelle et primaire mixte jusqu'en 2004.

### Sport
En raison de la localisation de la ville, les sports aquatiques y sont caractéristiques. On y trouve ainsi un club de canoë, basé au Marine Lake et qui organise des petites sorties le long de la côte. Un club de voile se tient à proximité de ce dernier.
Le Clevedon Cricket Club a été créé en 1874. La première équipe joue désormais dans la division de Bristol et Somerset de la West of England Premier League. Le Clevedon Town Football Club date de la fin du XIXe siècle. Le club a été l'un des membres fondateurs de la Western Football League, qu'il a remporté dans les années 1990. Il joue au Hand Stadium. La ville compte un autre Non-league football club, le Clevedon United F.C., qui joue au Strode road.
Le Clevedon Bowling Club  a été fondé en 1910 et a depuis remporté plusieurs récompenses internationales en boulingrin. On trouve également à Clevedon un club de golf, un centre équestre, un club de rugby à XV et un éventail d'autres clubs sportifs.

### Tourisme
Le front de mer s'étend sur environ 800 m de la jetée au  Salthouse Field et inclut des jardins d'agrément, un kiosque à musique victorien, un terrain de boules, des courts de tennis, un mini-golf et d'autres attractions. Le Marine Lake, une ancienne piscine victorienne, est aujourd'hui utilisé pour des activités nautiques ; un petit festival s'y tient chaque année où les habitants peuvent essayer de nouveaux sports. Le  Salthouse Field est parcouru par un train urbain. Des corses d'ânes y sont organisées l'été.
La « promenade des poètes » (Poet's Walk) est un sentier entre la colline du Chariot et la colline de l’Église, du sud-ouest au front de mer. Son nom est un hommage aux poètes et écrivains qui ont visité Clevedon (voir Clevedon et les arts). La partie haute de la ville comprend de nombreux autres sentiers au travers des parcs et des espaces boisés, datant du XIXe siècle.

## Culture et patrimoine

### Patrimoine civil
La jetée de Clevedon (Clevedon Pier) est inaugurée le lundi de Pâques 1869,. Longue de 312 m, elle est l’œuvre de l’architecte Hans Price (en) et des ingénieurs Richard Ward et John William Grover (en). L’état de la jetée se dégrade au cours du XXe siècle, si bien qu’elle s’effondre le 17 octobre 1970. Une importante restauration est lancée en 1984. La jetée est alors démontée et emmenée à quelques kilomètres de là, au port de Portishead. Elle est à nouveau ouverte au public en 1989 mais il faut attendre 1998 pour que les travaux soient totalement achevés. En 2001, la jetée est promue au « Grade I » des monuments classés britanniques. Elle est l’un des meilleurs et des plus anciens exemples de jetée de style victorien au Royaume-Uni,. À proximité de la jetée, la Toll House a été construite à la même époque, dans le style baronial écossais. Elle servait de logement pour le maître de la jetée. Elle est classée avec la jetée.
Le Royal Pier Hotel est inscrit au « Grade II » des monuments classés. Il est construit en 1823 par Thomas Hollyman. Il est à l’origine appelé The Rock House. En 1868, le bâtiment est agrandi par l’architecte local Hans Price. Il est renommé Rock House & Royal Pier Hotel qui s’est ensuite écourté en Royal Pier Hotel. Depuis sa fermeture en 2001, l’édifice a été plusieurs fois vandalisé et est aujourd’hui abandonné malgré nombreuses demandes de permis de construire soumises.
Le château de Walton (Walton Castle) est un fort du XVIIe siècle situé sur la Castle Hill, qui surplombe le secteur de Walton St Mary, au nord de la ville. Il est construit entre 1615 et 1620. Le château est conçu comme un pavillon de chasse pour Lord Poulett, un parlementaire britannique. La Première Révolution anglaise voit le déclin de la fortune des Poulett. Le château est abandonné en 1791 et est utilisé comme laiterie par un fermier local. En 1984, le château est racheté pour 1 £ par Margarita Hamilton, qui restaure l’édifice pour qu’il retrouve sa gloire d'antan. Le monument est classé au « Grade II ».

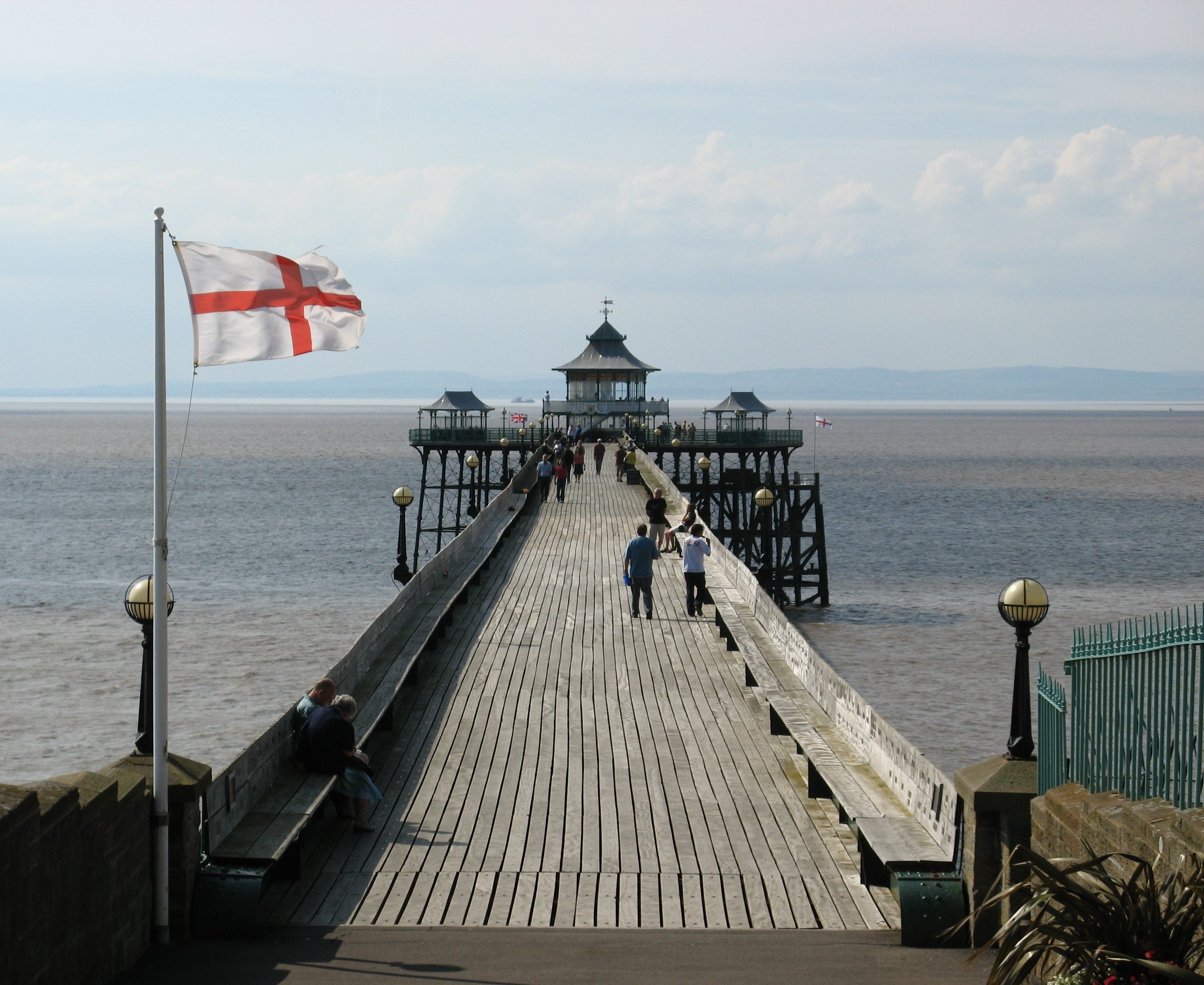
La jetée de Clevedon.
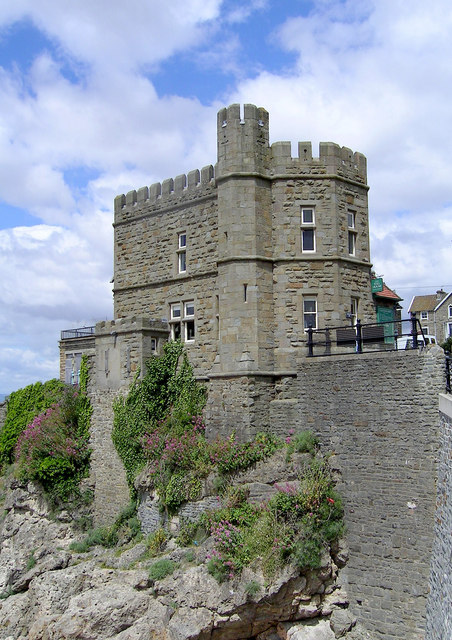
La Toll House.
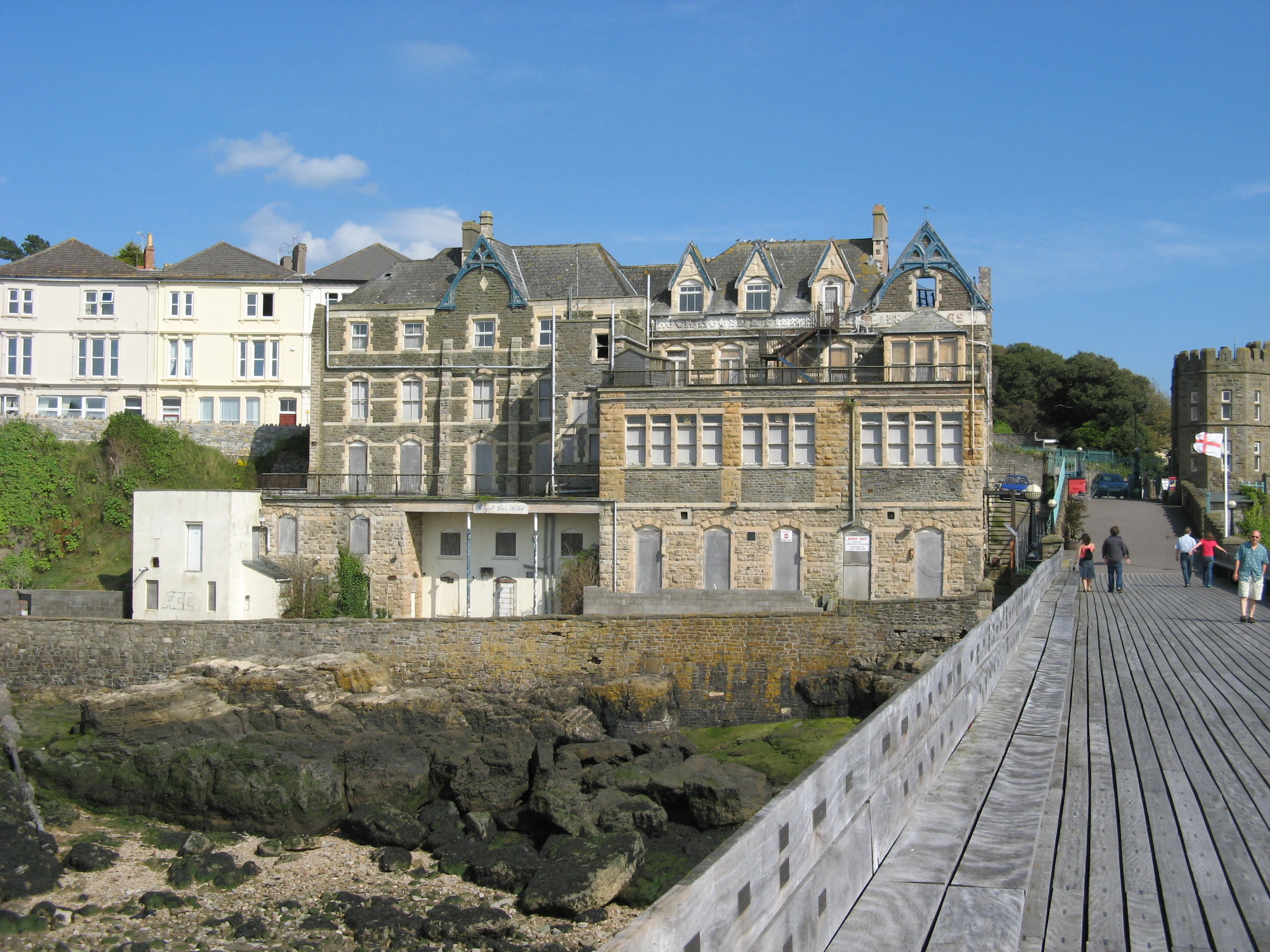
Le Royal Pier Hotel.
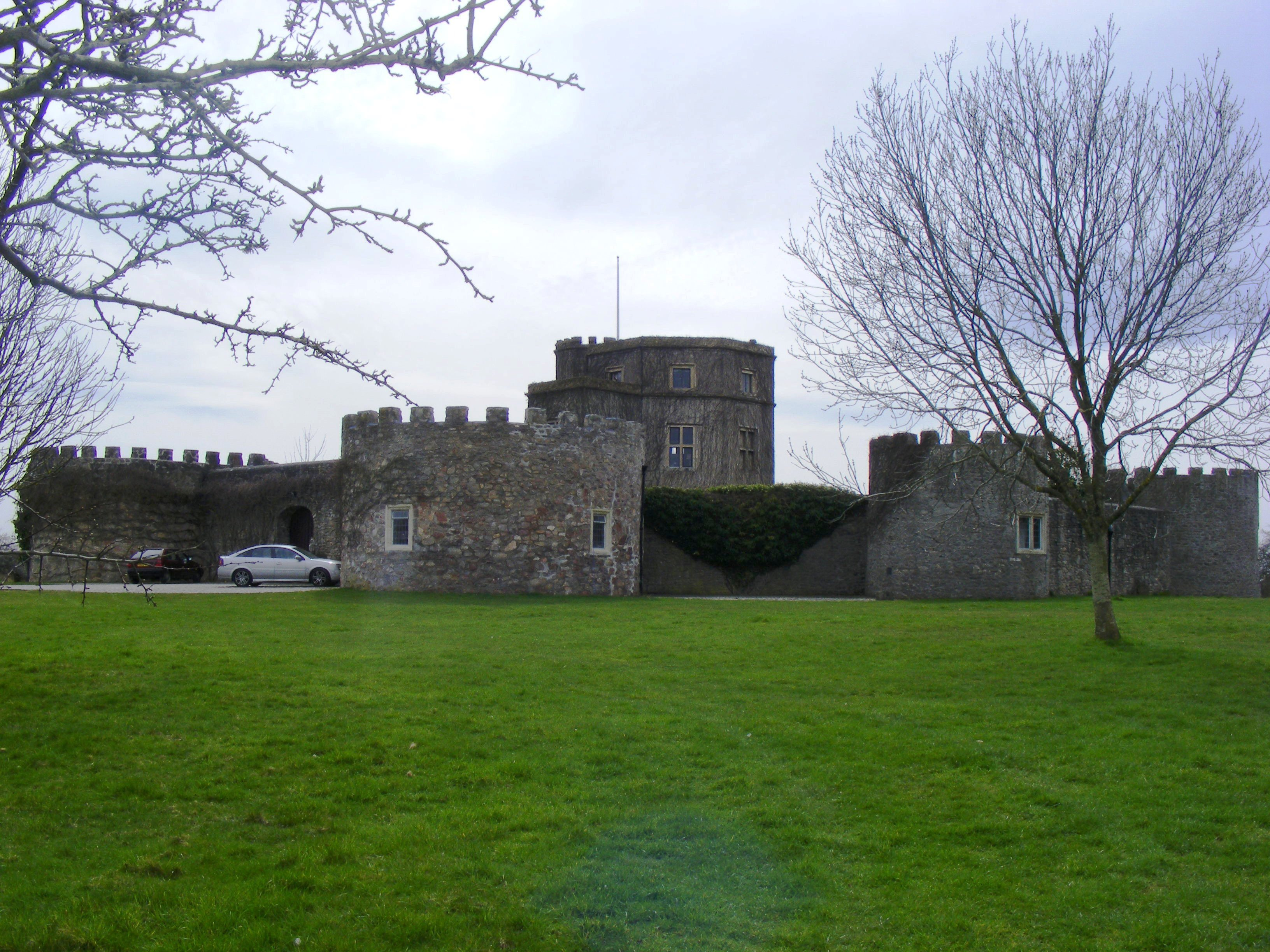
Le château de Walton.

Le Clevedon Court se trouve sur Court Hill, à l’est du centre-ville, près de la route de Bristol. C’est l’un des rares manoirs seigneuriaux du XIVe siècle subsistant aujourd’hui. Il est construit par Sir John de Clevedon sur les vestiges d’un toure et d’un hall du XIIIe siècle. Le bâtiment est classé au « Grade I ». Depuis le début du XVIIIe siècle, le manoir est la propriété de la famille Elton, à qui l’on doit de nombreux travaux dans le bâtiment ainsi que de nombreux aménagements en ville. Aujourd’hui le Clevedon Court appartient au National Trust et est ouvert au public l’été. On peut y voir le portrait du parlementaire James ('Janus') Modyford Heywood (1732-1798) par Thomas Gainsborough.
La Tour de l’horloge de Clevendon (Clevedon Clock Tower) est située dans le centre de la ville. Elle un monument classé de « Grade II ». Réalisée en 1898, et décorée par la porterie Elton Ware, elle est donnée par Sir Edmund Elton pour célébrer le jubilé de diamant de la reine Victoria. Le Curzon Community Cinema est ouvert en 1912 pour Victor Cox. Il est le premier bâtiment public de la ville à avoir accès à l’électricité. C’est la plus ancienne salle de cinéma (construite à cet usage) du monde encore en activité. C'est également un monument de « Grade II ».
La Halle du marché municipal, sur Alexandra Road, est due à de Hans Price. D’une forme rectangulaire peu commune, le bâtiment est classé au « Grade II ». Un monument, appelé « l’Esprit de Clevedon » (the Spirit of Clevedon), est érigé près du front de mer pour marquer le millénaire. Exposée en juin 2000, la sculpture de 1,5 mètre de hauteur a couté £9 000. Elle a été dessinée par des citoyens de Clevedon et inclut des plaques représentant notamment l’histoire de la ville. Une capsule temporelle, contenant des informations sur la ville, se trouve dans sa base.

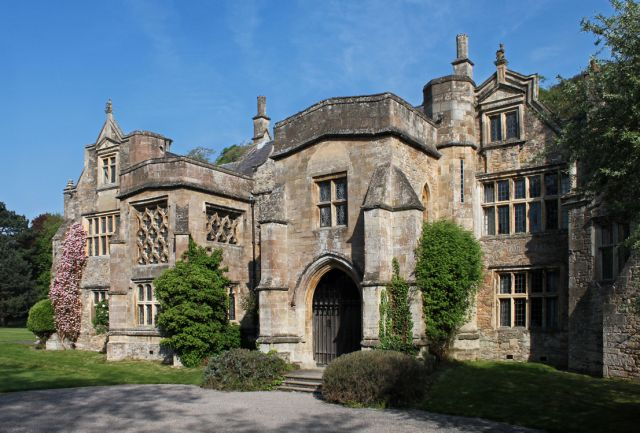
Le Clevedon Court.
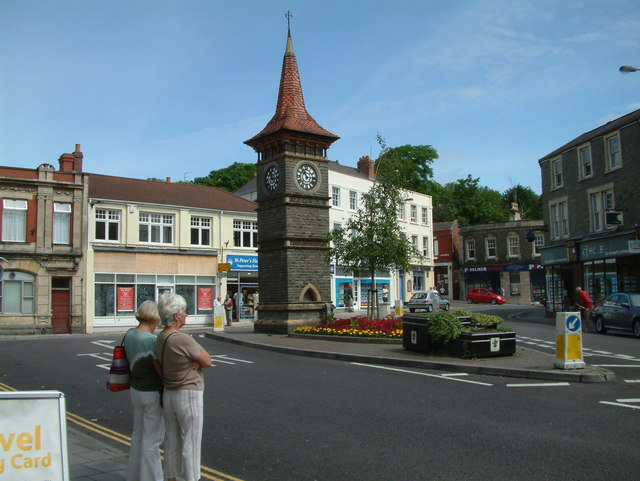
La Tour de l’horloge.
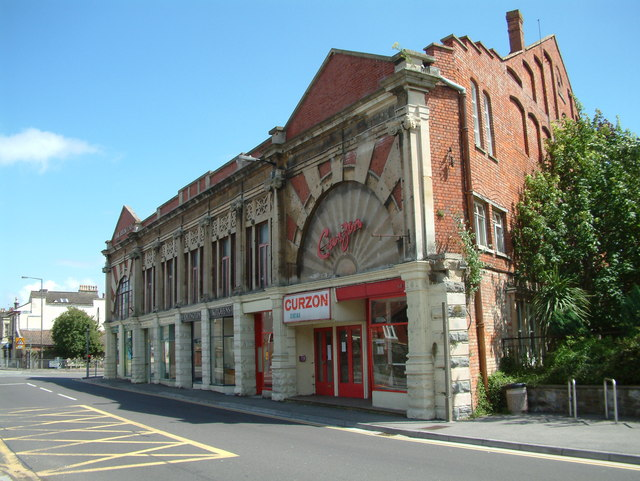
Le Curzon Community Cinema.
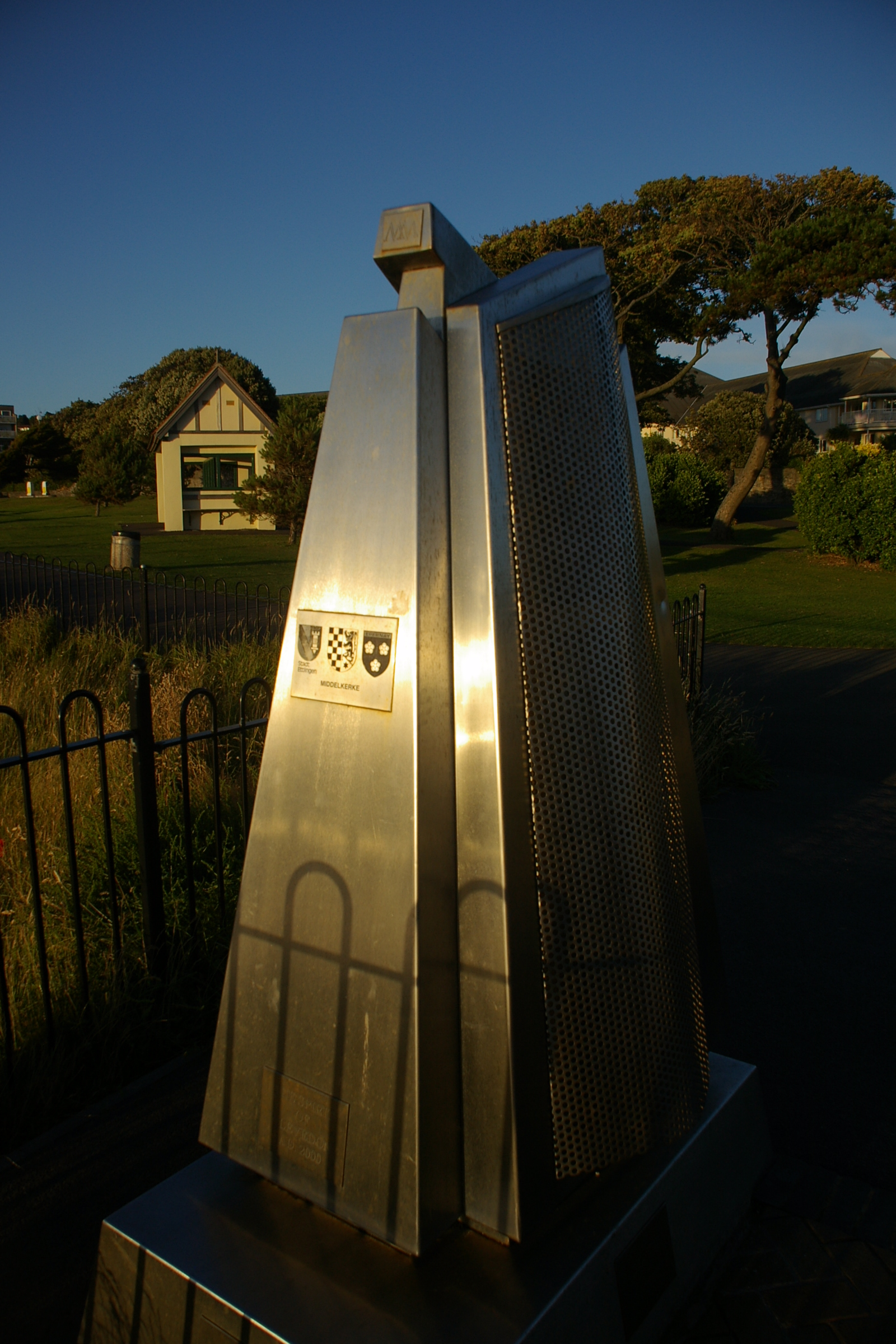
« l’Esprit de Clevedon ».

### Patrimoine religieux

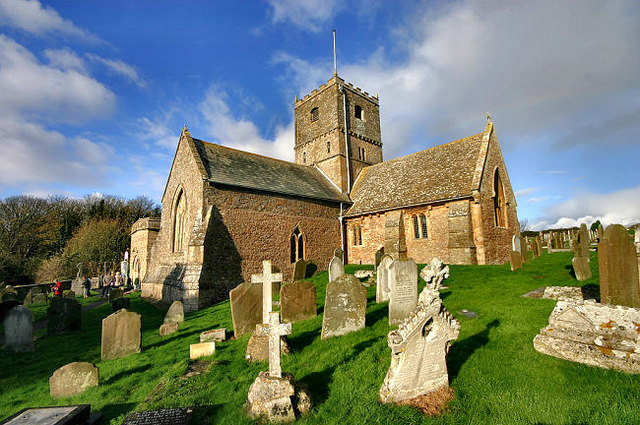
L'église St Andrew.

En 2001, 74,2 % de la population se définit comme chrétien, Clevedon accueille donc plusieurs églises parmi lesquelles l'église St Andrew, construite au XIIe siècle et dominant les falaises. Les fondations sous l'édifice actuel dateraient des Saxons. Les corbeaux extérieurs du sud de l'église sont d'origine celtique et représentent des corbeaux, des têtes de chevaux, deux hommes et la déesse de la fertilité, Sheela Na Gig. C'est un monument classé du Grade I.
L'église St John a été édifiée en 1875 par William Butterfield pour Arthur Elton. L'église de Tous les Saints (Church of All Saints) a été construite en 1861 par C. E. Giles. Ces deux églises sont classées. La tour de l'église du Christ, sur Chapel Hill (la colline de la chapelle), est un point de repère très important à Clevedon. Elle a été érigée entre 1838 et 1839 d'après les dessins de Thomas Rickman, dans un style du début du XIVe siècle.
La chapelle de Copse Road est une église évangélique indépendante construite en 1851 sur les plans de Foster & Wood, de Bristol, tout comme l'église réformée unie (United Reformed Church). Elles sont toutes les deux classées. L'église catholique de l'Immaculée Conception date de l'établissement de franciscains en 1882.

### Clevedon et les arts
Plusieurs figures littéraires sont associées à la ville : Samuel Taylor Coleridge, qui a vécu plusieurs dans une petite maison de Clevedon après son mariage avec Sarah Ficker, William Makepeace Thackeray, qui a été un des invités fréquents de la famille Elton au Clevedon Court ainsi que C. S. Lewis, auteur du Monde de Narnia, qui y a vécu presque dix ans. Le poète Arthur Hallam, connu pour avoir inspiré son ami Alfred Tennyson dans son œuvre In Memoriam A.H.H., repose à l'église St Andrew. Par ailleurs, le roman The Odd Women de George Gissing se déroule à Clevedon.
Dans le film Les Vestiges du jour, sorti en 1993, avec Anthony Hopkins, Emma Thompson et Christopher Reeve, des références sont faites à Clevedon, où la scène finale du film se déroule et a été filmée. L'adaptation de 1998 de Cider with Rosie montre également des scènes filmées dans la ville. Enfin, Never Let Me Go, sorti en 2010 avec Keira Knightley à l'affiche, a été en partie filmé à Clevedon au printemps 2009.